# Günter Weise
Günter Weise (* 2. November 1935 in Dachow, Kreis Crossen) ist ein deutscher Verkehrswissenschaftler.

## Leben
Weise studierte nach seinem Abitur ab 1954 an der Hochschule für Bauwesen Cottbus Bauingenieurwesen und war anschließend wissenschaftlicher Assistent in Cottbus und Weimar. Von 1965 bis 1973 arbeitete er im Entwurfs- und Ingenieurbüro des Straßenwesens in Berlin und promovierte 1970 an der Hochschule für Architektur in Weimar zum Thema Der Zweiradverkehr auf Landstraßen: Ein Beitrag zur Deutung des Verkehrsablaufes.
Ab 1973 war Weise als Dozent für Straßenbau und Straßenprojektierung an der Hochschule für Verkehrswesen in Dresden tätig. Hier schrieb er 1987 seine Promotion B (1991 als Habilitation anerkannt) über das Thema Vervollkommnung der wissenschaftlichen Grundlagen für die Gestaltung der Linienführung neuer und zu rekonstruierender Straßen: (Studie zur Neubearbeitung des Hochschullehrbuches Straßenbau, Band I). Ab 1988 forschte und lehrte er als Professor für Straßenbau/Projektierung an der HfV und war von 1992 bis zu seiner Emeritierung 2001 Professor für Planung und Entwurf von Straßenverkehrsanlagen und Anlagen des Luftverkehrs an der Fakultät Verkehrswissenschaften „Friedrich List“ der TU Dresden.
Er ist bis heute bei der Forschungsgesellschaft für Straßen- und Verkehrswesen, unter anderem an der Überarbeitung der Richtlinie zur Anlage von Landstraßen, aktiv und zudem als Lehrbeauftragter an der Professur seines Nachfolgers Christian Lippold tätig.

## Werke (Auswahl)
- 1976: Straßenprojektierung
- 1977: Straßenbau – Entwurf und Gestaltung (mit Hans-Günther Wiehler)
- 1987: Straßenbau – Planung und Entwurf (mit Walter Durth)
- 1999: Gestaltungskriterien von Landstraßenkurve

## Auszeichnungen
- Verleihung der FGSV-Ehrennadel (2006)